# Minskin
Le minskin est l'une des plus rares races de chat, qui résulte du croisement d'un munchkin et probablement d'un donskoy ou d'un sphynx. Il en résulte un chat à la morphologie du munchkin mais sans fourrure.
Ce chat est considéré comme une race récente, ces races qui sont reconnues par peu d'associations félines d’envergures, car il fait partie des chats nains et que son développement peut par conséquent poser des problèmes éthiques. Pour l’instant, seule l’association TICA (The Internation Cat Association) lui a accordé le titre provisoire de « nouvelle race »,.
Pour son nom, « min » est l’abréviation de « miniature » et « skin » fait référence à sa peau.

## Histoire
Paul McSorley, un éleveur américain de munchkin installé à Boston (Massachusetts), décide un jour de créer une race de chats ayant l'apparence d'un siamois, avec de courtes pattes,,,,.
Il croise d'abord un munchkin à un sphynx, puis ajoute probablement des chats devon rex, sacré de Birmanie et burmese au programme d'élevage,,,,.
En 2005, la TICA  reconnait le minskin comme race expérimentale, puis, en 2008, comme race préliminaire,,.
Aujourd'hui, la plupart des grandes instances félines ne reconnaissent pas de minskin comme une race à part entière,,,.